# 台塑石化

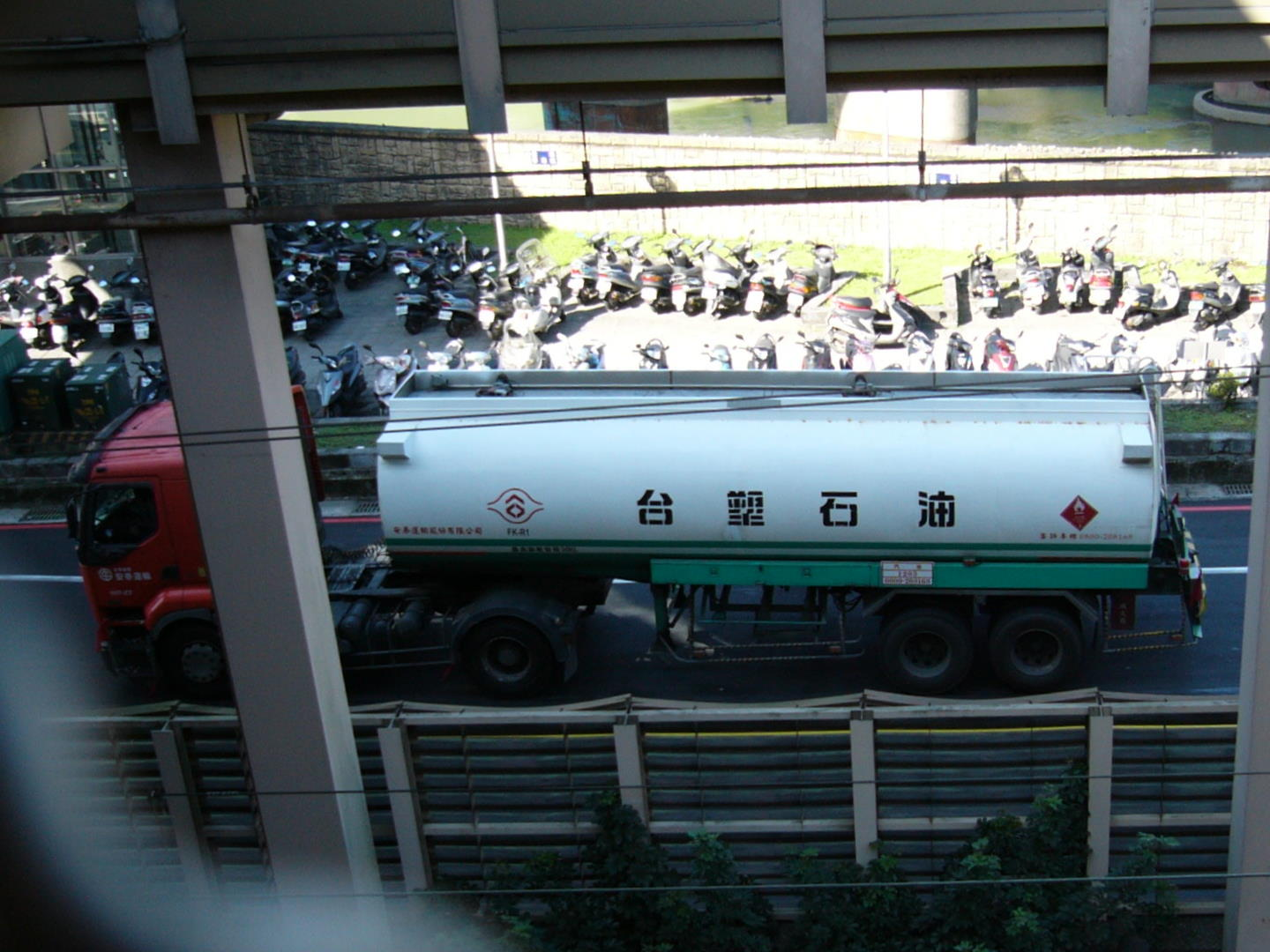
台塑石化委運商的油罐拖車

台塑石化股份有限公司（簡稱台塑化、台塑石化、FPCC），是台灣一家石油公司，也是台灣第一家民營的石油煉製業者，隸屬於台塑集團旗下。以台塑石油為品牌名稱，供應石油產品，與中油並列為台灣兩大石油供應商，截至2020年11月，在全台灣銷售台塑石油油品的加油站共有592間，佔全台灣加油站中的23.9%。台塑石化最高曾於2009年在美国《财富》杂志评选的財富世界500大公司中排行第323名，但於2016至2018年跌出500財富世界500大之外，2019年台塑石化重回排行榜中，排名第492名。
台塑石化股份有限公司成立於1992年，主要經營石油製品、石化基本原料生產銷售事業，是國內唯一民營的石油煉製業者，生產銷售汽油、柴油等各類石油製品；輕油裂解廠生產汽油、柴油、液化石油氣、燃油煤油、輕油、石化原料（乙烯、丙烯）等石化基本原料，產能規模位居國內第一，另有合格汽電共生系統，供應台塑企業麥寮園區各工廠所需之蒸汽、電力等各項公用流體。

## 歷史
1992年4月公司成立，資本額為150億元，由台塑、南亞、台化等集團公司合資
1994年7月雲林麥寮六輕工業區動工
1996年4月投資成立雲林麥寮汽電公司
2000年3月開始生產LPG、輕油、重油、柴油等石化煉製產品
2000年9月台塑石油及加油站事業上市營業
2003年12月於台灣證券交易所掛牌上市
2006年3月成立台塑石化美國分公司FPCC USA

## 營運及生產設施
全球營運中心暨台北辦事處
- 台北市台塑大樓

總公司
- 雲林縣麥寮工業園區

台塑石化美國分公司
- 紐澤西州
- 德克薩斯州
- 路易斯安那州

台塑石化中國分公司
- 寧波市

## 產品
- 92無鉛汽油
- 95+無鉛汽油
- 98無鉛汽油
- 超級柴油
- 酒精汽油
- 有鉛汽油（外銷）
- 乙烯
- 丙烯
- 丁二烯

## 外部連結
- 官方网站
- 台塑石化_公司概況